# Třída V 162
Třída V 162 byla třída torpédoborců německé Kaiserliche Marine z období první světové války. Celkem byly postaveny tři jednotky této třídy. Jeden torpédoborec byl potopen za světové války a dva byly po skončení války v rámci reparací předány Spojenému království a sešrotovány.

## Stavba
Torpédoborce třídy V 162 byly součástí dvanácti torpédoborců objednaných německým námořnictvem ve fiskálním roke 1908 u tří německých loděnic. Celkem byly postaveny tři jednotky této třídy. Jejich kýly byly založeny roku 1908 v loděnici AG Vulcan Stettin ve Štětíně. Do služby byly přijaty roku 1909.
Jednotky třídy V 162:
| Jméno | Zahájení stavby | Spuštění na vodu | Zařazena do služby | Status                                                            |
| ----- | --------------- | ---------------- | ------------------ | ----------------------------------------------------------------- |
| V 162 | 1908            | 9. května 1909   | květen 1909        | Dne 14. srpna 1916 v Baltském moři potopen minou.                 |
| V 163 | 1908            | 24. května 1909  | červenec 1909      | Od září 1917 T163. V roce 1920 předán Velké Británii. Sešrotován. |
| V 164 | 1908            | 27. května 1909  | srpen 1909         | Od září 1917 T164. V roce 1920 předán Velké Británii. Sešrotován. |

## Konstrukce
Hlavní výzbroj představovaly dva 88mm/27 kanóny TK L/30 C/08 a tři jednohlavňové 450mm torpédomety se zásobou čtyř torpéd. Pohonný systém tvořily čtyři kotle Marine a dvě parní turbíny AEG o výkonu 15 100 hp, pohánějící dva lodní šrouby. Měly dva komíny. Nejvyšší rychlost dosahovala 32 uzlů. Neseno bylo 134 tun uhlí a 60 tun topného oleje. Dosah byl 2140 námořních mil při rychlosti dvanáct uzlů.